# Colobicus hirtus
Colobicus hirtus is een keversoort uit de familie somberkevers (Zopheridae). De wetenschappelijke naam van de soort werd in 1790 gepubliceerd door Pietro Rossi.